# Седашёв, Анатолий Михайлович
Анато́лий Миха́йлович Седашёв (14 января 1939, Ленинград) — советский гребец-байдарочник, выступал за сборную СССР в конце 1960-х — начале 1970-х годов. Чемпион мира и Европы, трёхкратный чемпион всесоюзного первенства, победитель регат республиканского и международного значения. На соревнованиях представлял спортивное общество «Динамо», заслуженный мастер спорта. Также известен как тренер и преподаватель в области гребного спорта.

## Биография
Анатолий Седашёв родился 14 января 1939 года в Ленинграде. Активно заниматься греблей начал в раннем детстве, проходил подготовку под руководством заслуженного тренера Александра Петерсона, состоял в добровольном спортивном обществе «Динамо». Первого серьёзного успеха добился в 1968 году, когда на всесоюзном первенстве вместе с партнёром Борисом Барминым завоевал золотые медали на дистанциях 500 и 1000 метров. Попав в основной состав советской национальной сборной, получил золотую награду на чемпионате Европы в Москве — одолел всех соперников в эстафете 4 × 500 м.
В 1970 году благодаря череде удачных выступлений Седашёв удостоился права защищать честь страны на чемпионате мира в Копенгагене, участвовал в гонке эстафетных команд и добыл здесь золото. За это достижение по итогам сезона удостоен почётного звания «Заслуженный мастер спорта СССР». Год спустя стал трёхкратным чемпионом Советского Союза, одержав победу в эстафете. В этой же дисциплине боролся за победу на мировом первенстве 1971 года в Белграде, на сей раз добыл бронзу, пропустив вперёд венгерскую и румынскую команды. Вскоре после этих соревнований принял решение завершить карьеру спортсмена, уступив место в сборной молодым советским гребцам.
После завершения спортивной карьеры в период 1976—1991 работал тренером в своём спортивном обществе «Динамо», затем в течение восьми лет был тренером специализированной детско-юношеской школы олимпийского резерва в городе Колпино. Начиная с 2000 года по настоящее время является сотрудником гребной базы университета физической культуры, спорта и здоровья им. П. Ф. Лесгафта, который некогда сам окончил. Награждён медалью «За трудовую доблесть».